# Flugplatz Maya Flats

i7
i11
i13

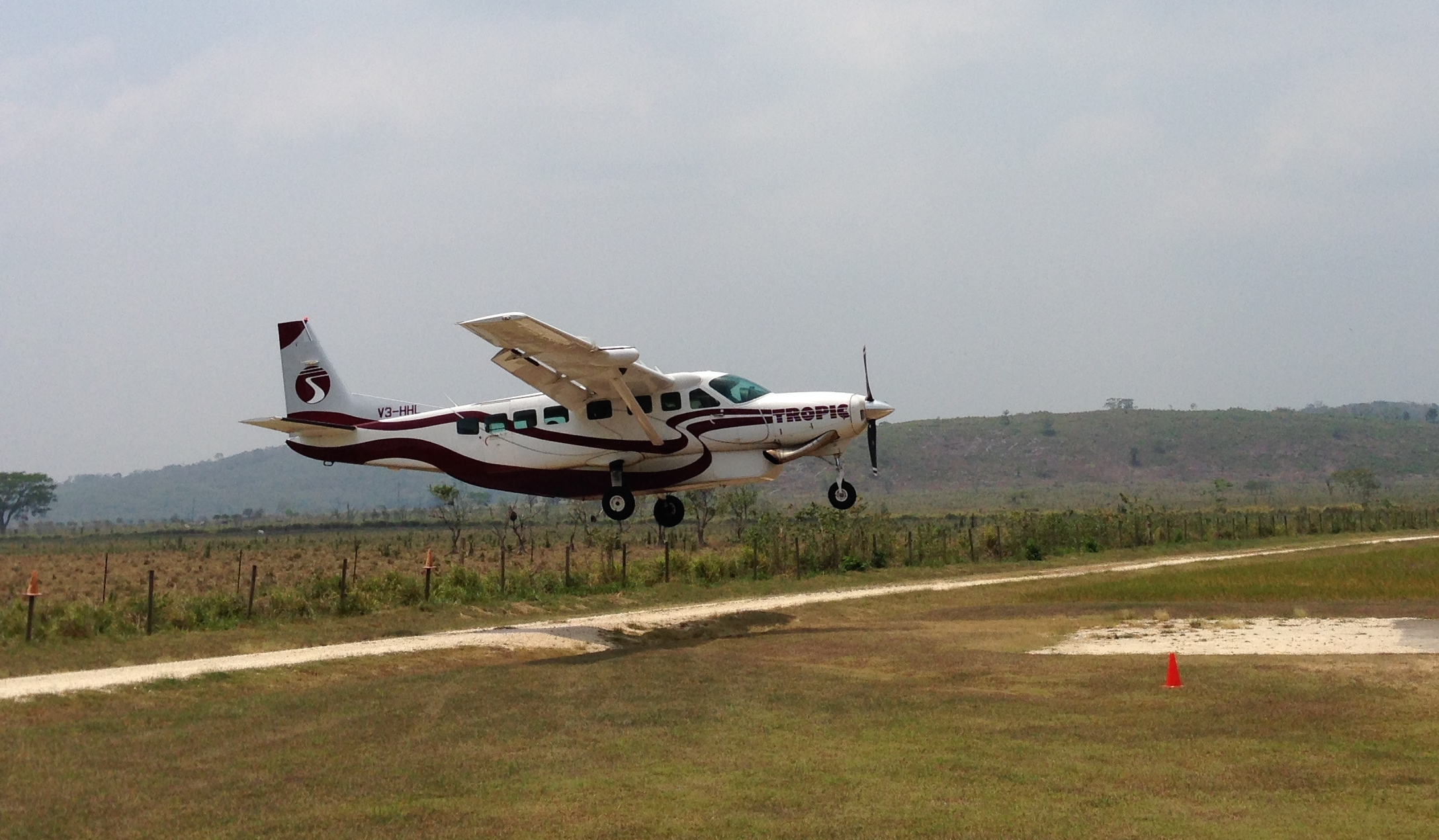
Cessna 208 Grand Caravan der Tropic Air im Anflug auf Maya Flats

Der Flugplatz Maya Flats (IATA-Code: CYD, ICAO-Code: MZMF) ist ein Flugplatz zwischen San Ignacio und Benque Viejo del Carmen im Cayo District, Belize.
Der Flugplatz liegt fünf Meilen südwestlich von San Ignacio und 2 Meilen nordöstlich von Benque Viejo del Carmen in den Maya Mountains. Er verfügt über eine 718 Meter lange Landebahn sowie ein kleines Abfertigungsgebäude. Er wird von Tropic Air betrieben und ausschließlich von dieser Fluggesellschaft mit einmotorigen Flugzeugen des Typs Cessna 208 bedient.

## Fluggesellschaften und Ziele
Täglich werden 4 Flugziele in Belize angeflogen. Seit der Eröffnung 2012 werden San Pedro und Belize City Municipal Airport angesteuert, im November 2013 kamen Placencia und der Philip S. W. Goldson International Airport hinzu.